# Бронзовата лисица
„Бронзовата лисица“ е български игрален филм (драма) от 1991 година на режисьора Никола Рударов. Сценарият е написан от Иван Голев по едноименния му роман. Оператор е Виктор Чичов. Художник е Соня Калчева. Музиката във филма е композирана от Митко Щерев.

## Актьорски състав
- Георги Стайков – Борис
- Елена Бойчева – Лидия

С участието на:
- Анета Сотирова – майката на Борис
- Асен Кисимов – бащата на Борис
- Домна Ганева – хазяйката на Лидия
- Веселин Недялков – Пешо Тиквата
- Михаил Витанов – Жорес
- Красимир Дамянов – Христаки
- Иван Истатков – Чаво
- Калин Арсов – Желязко
- Найчо Петров – професор от ВИТИЗ
- Венцислав Илиев – Жоро Мускула
- Кина Мутафова
- Цветан Ватев – Кирчо
- Линда Русева – Буба
- Никола Рударов
- Николай Кипчев
- Огнян Желязков
- Валентин Недялков
- Антон Маринов
- Васил Тошев (не е посочен в надписите на филма)
- Валентин Бурски (не е посочен в надписите на филма) – Рики
- Георги Георгиев - Гочето (не е посочен в надписите на филма) - пазач в парка

## Сюжет
Внимание:  Текстът по-долу разкрива сюжета на произведението (или части от него)!
Животът среща двама млади. Тя е чувствителна и артистична, жадна да промени света, а той конформистки иска да живее по най-лесния начин с помощта на амбициозната си майка. Дали тяхната голяма, но крехка любов, ще надживее закостенелите обществени канони...